# Taxi Orange
Taxi Orange es un reality show austriaco basado en las reglas básicas de Gran Hermano. El programa encierra a 13 personas en una casa ubicada en Viena. Tienen que manejar una compañía de taxis, y pueden utilizar el dinero que ganan para beneficio propio en la casa. Excepto de esto, no tienen ningún contacto con el mundo exterior (ningunos periódicos, ninguna TV, ninguna radio). Cada semana uno de los habitantes es votado por otro compañero para salir, este compañero es el líder de la semana, quién será decidido por el público. El último en permanecer en la casa gana 1.000.000 chelines.

## Primera Edición (16.09.2000 - 30.11.2000)
El canal austríaco ORF será el encargado de llevar a cabo el programa. El programa fue puesto al aire tras la conclusión de la primera edición de Gran Hermano en Alemania. Los conductores del programa son Dodo Roscic y Oliver Auspitz. El premio final para el ganador será de 1.000.000 chelines.

### Participantes
- Andrea Konrad - Segundo lugar
- Chris Kornschober
- Hansjörg Trenkwalder
- Linda Naar
- Marion Broser
- Max Schmiedl - Ganador
- Reinhard Leopold
- Renate Unger
- Robert Höchtl - Cuarto Lugar
- Sabine Schweinzer
- Walter Pirchl - Tercer lugar

## Segunda Edición (20.04.2001 - 27.06.2001)
Tras el gran éxito de la primera temporada, ORF estrena en abril la nueva edición. Para esta edición se incluirá a Robert Höchtl como jurado, quién decidirá a un participante para ser nominado. El público decidirá al líder de la casa por una semana, quién decidirá al otro nominado. El público en esta ocasión decidirá las expulsiones. Al igual que la primera edición los conductores del programa son Dodo Roscic y Oliver Auspitz. El ganador recibirá un premio final de 1.000.000 chelines.

### Participantes
- Cláudia - Segundo lugar
- Georg
- Tamee Harrison
- Jürgen
- Kathi
- Josef Kendlbacher "Killy" - Ganador
- Martina
- Nicy
- Nikola
- Martin
- Sladan
- Vicky - Eliminado

- Datos: Q360672